# Conjunto Promorar Vila Maria
Conjunto Promorar Vila Maria é um bairro localizado na zona nordeste da cidade de São Paulo, situado no distrito de Vila Maria. É administrado pela Subprefeitura da Vila Maria.